# Edimburgo
Edimburgo är en kulle i Antarktis. Den ligger i Sydshetlandsöarna. Argentina, Chile och Storbritannien gör anspråk på området.
Terrängen runt Edimburgo är kuperad västerut, men österut är den platt. Havet är nära Edimburgo åt sydost. Trakten är glest befolkad. Närmaste befolkade plats är Maldonado Station, 17,3 kilometer nordost om Edimburgo. 